# Lhota u Konice
Lhota u Konice (do roku 1950 jen Lhota, německy Ölhütten) je místní částí obce Brodek u Konice, ležící v okrese Prostějov v blízkosti Drahanské vrchoviny.

## Historie obce
Jméno je patrně odvozeno od slova lhůta – lhota. Název Lhota (Ölhütten) je poprvé uvedeno v roce 1379 jako Knyezielhotka, později také Knyeze Lhota. V uvedeném roce dal Sulík z Konice zapsat Konické Panství s Kněží Lhotou do zemských desk bratřím Kropáčovým z Holštejna. Od té doby se s konickým panstvím odvíjely stejné dějiny. V minulosti obec patřila k německé jazykové oblasti Hřebečsko a úředně náležela do původního okresu Moravská Třebová, ač nebyla uvnitř jazykového ostrova, ale až několik kilometrů od jejího jihovýchodního cípu. Severně od obce se na jižním okraji lesa nachází zbytky obecního hřbitova s márnicí.

## Obyvatelstvo

### Struktura
Vývoj počtu obyvatel za celou obec i za jeho jednotlivé části uvádí tabulka níže, ve které se zobrazuje i příslušnost jednotlivých částí k obci či následné odtržení.
| Místní části   | Místní části        | 1869 | 1880 | 1890 | 1900 | 1910 | 1921 | 1930 | 1950 | 1961 | 1970 | 1980 | 1991 | 2001 | 2011 |
| -------------- | ------------------- | ---- | ---- | ---- | ---- | ---- | ---- | ---- | ---- | ---- | ---- | ---- | ---- | ---- | ---- |
| Počet obyvatel | část Lhota u Konice | 466  | 470  | 437  | 429  | 418  | 348  | 333  | 162  | 178  | 149  | 133  | 95   | 84   | 97   |
| Počet domů     | část Lhota u Konice | 76   | 78   | 78   | 74   | 73   | 73   | 75   | 63   | 0    | 38   | 35   | 46   | 50   | 49   |

## Turistika
V obci se nalézá možnost vyžití pro jezdce na koních, vzhledem k blízkosti zalesněných lesů Drahanské vrchoviny

## Fotogalerie

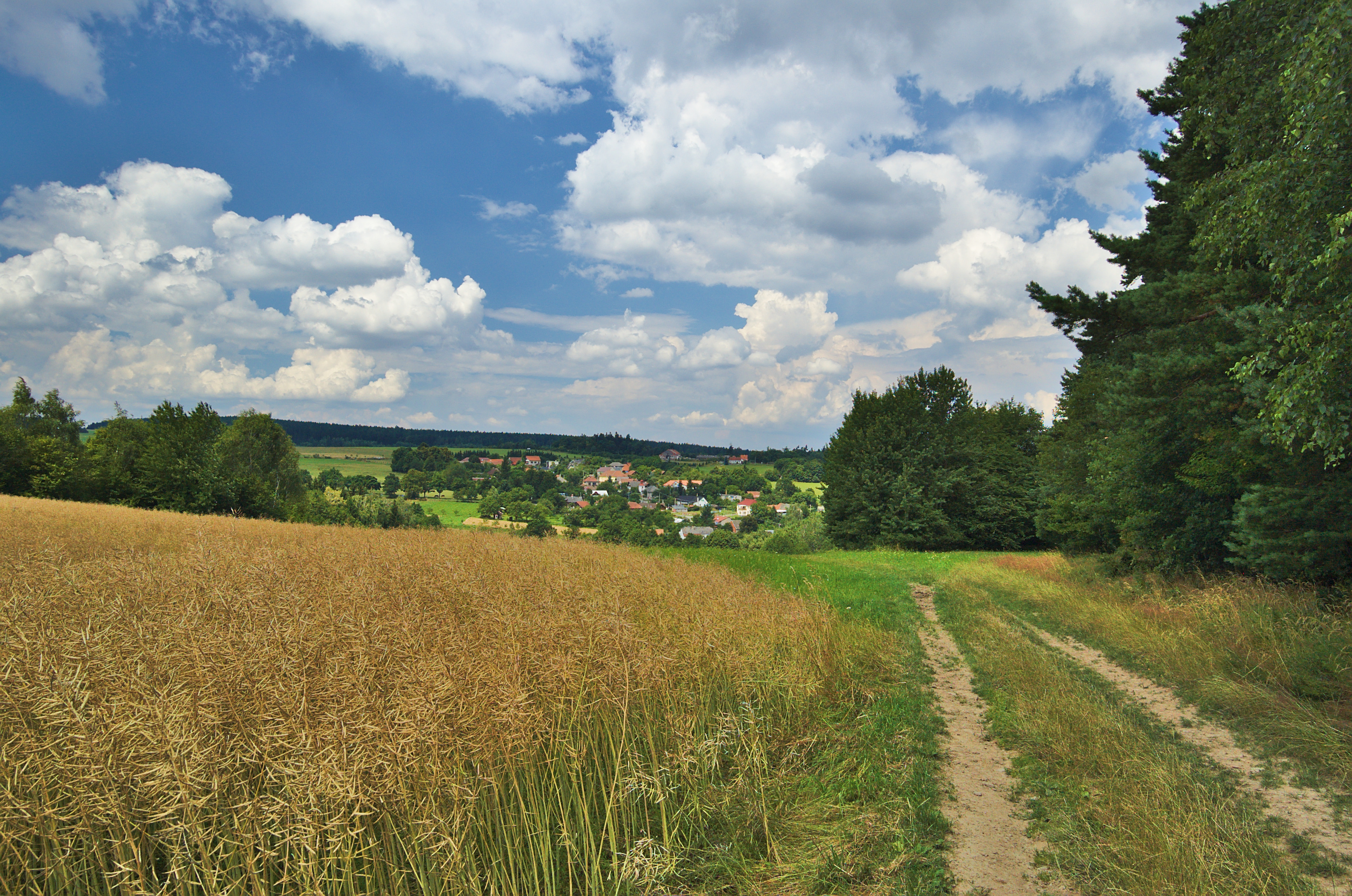
Pohled na Lhotu u Konice z polní cesty od Labutic
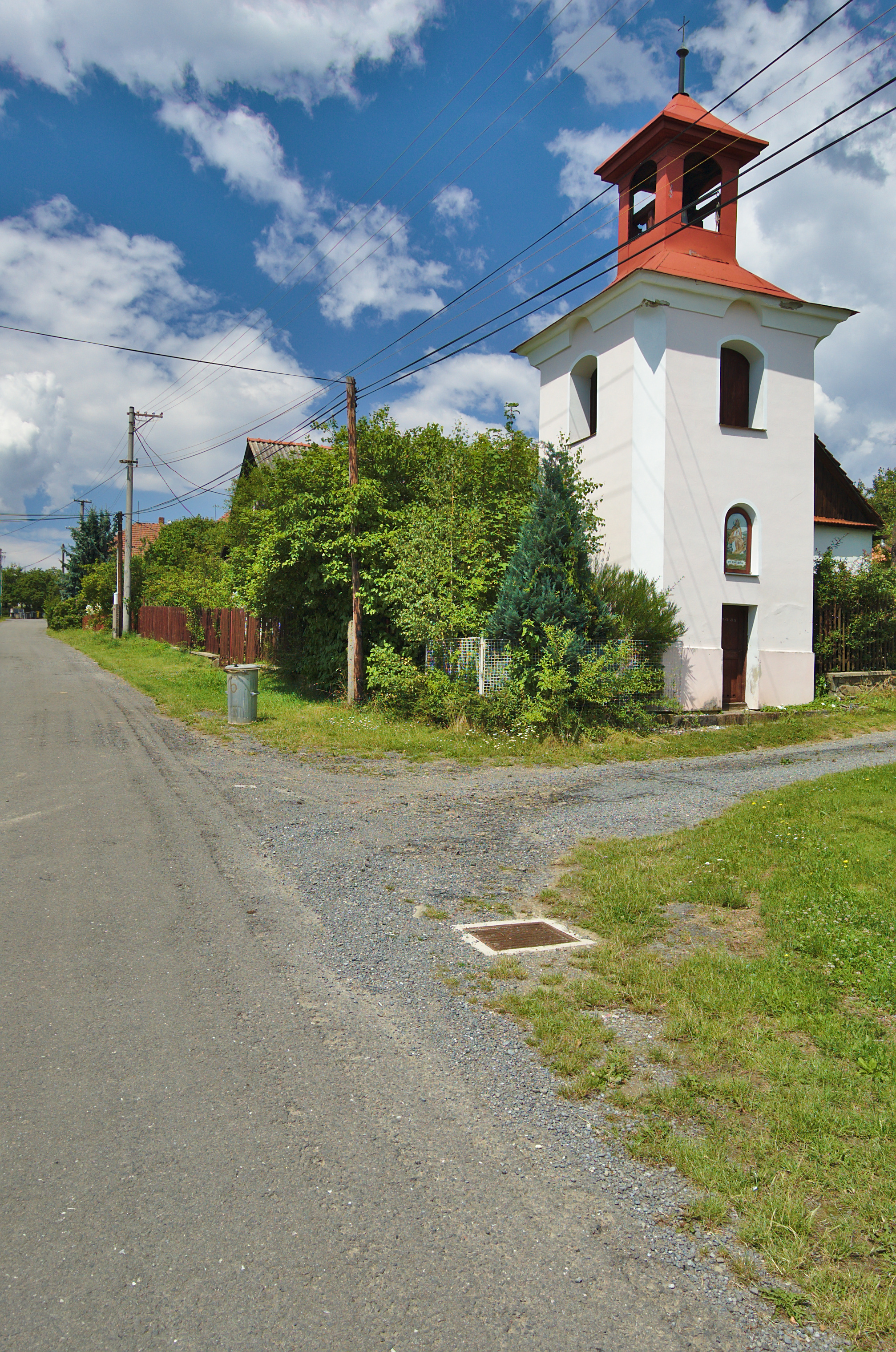
Kaple se zvonicí
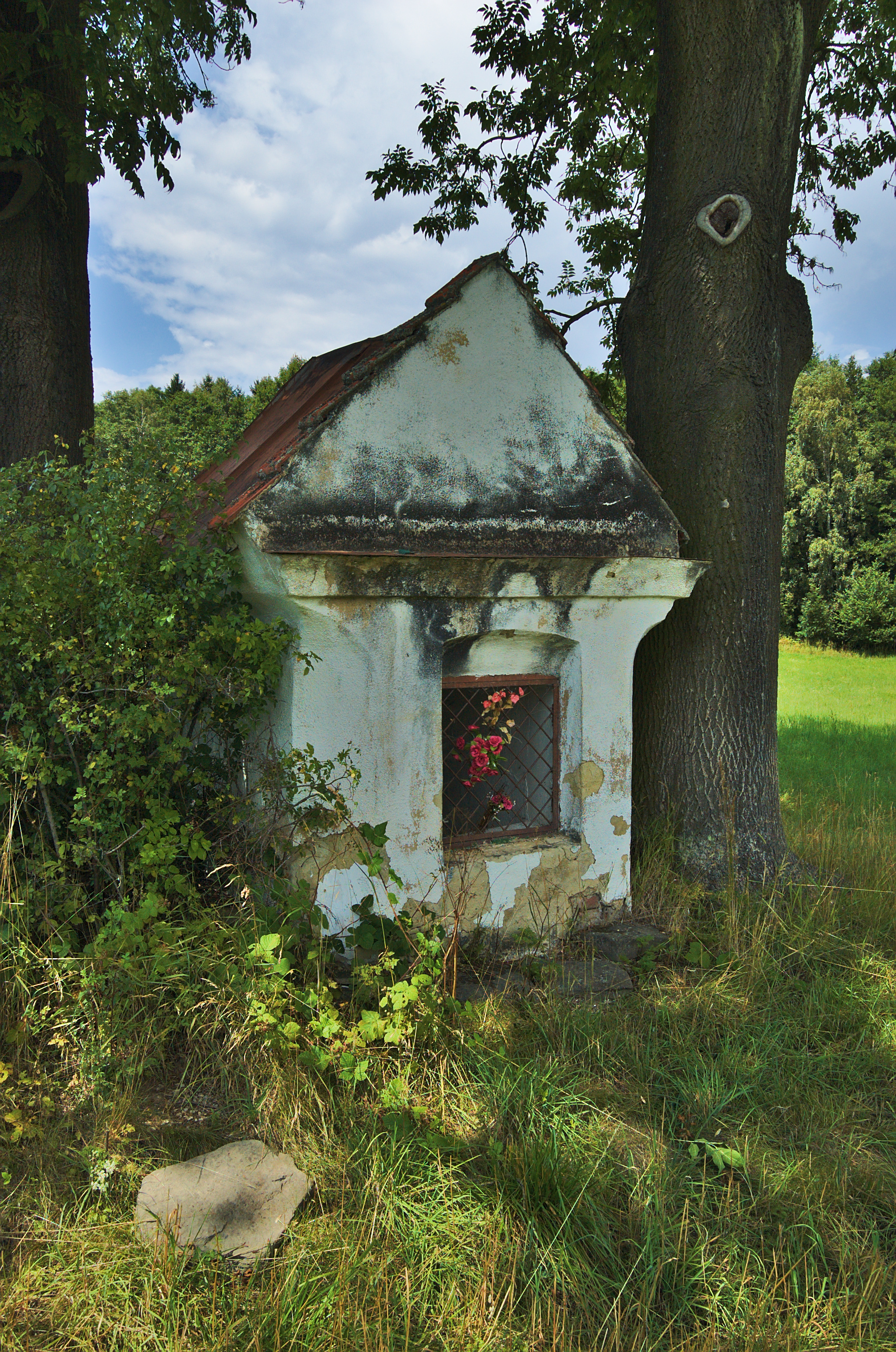
Kaplička Panny Marie v lukách směrem na Runářov
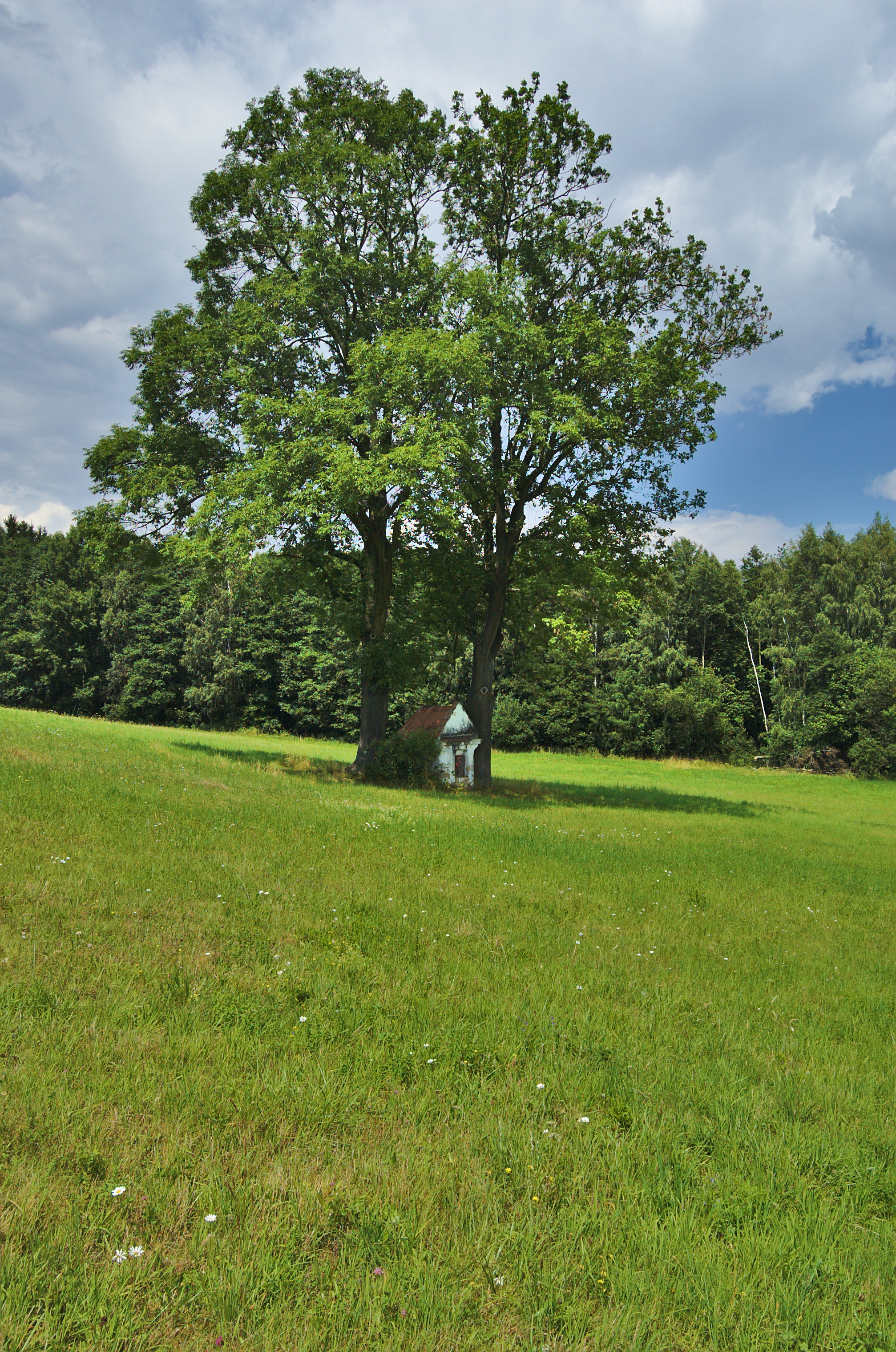
Kaplička Panny Marie v lukách směrem na Runářov – pohled z dálky
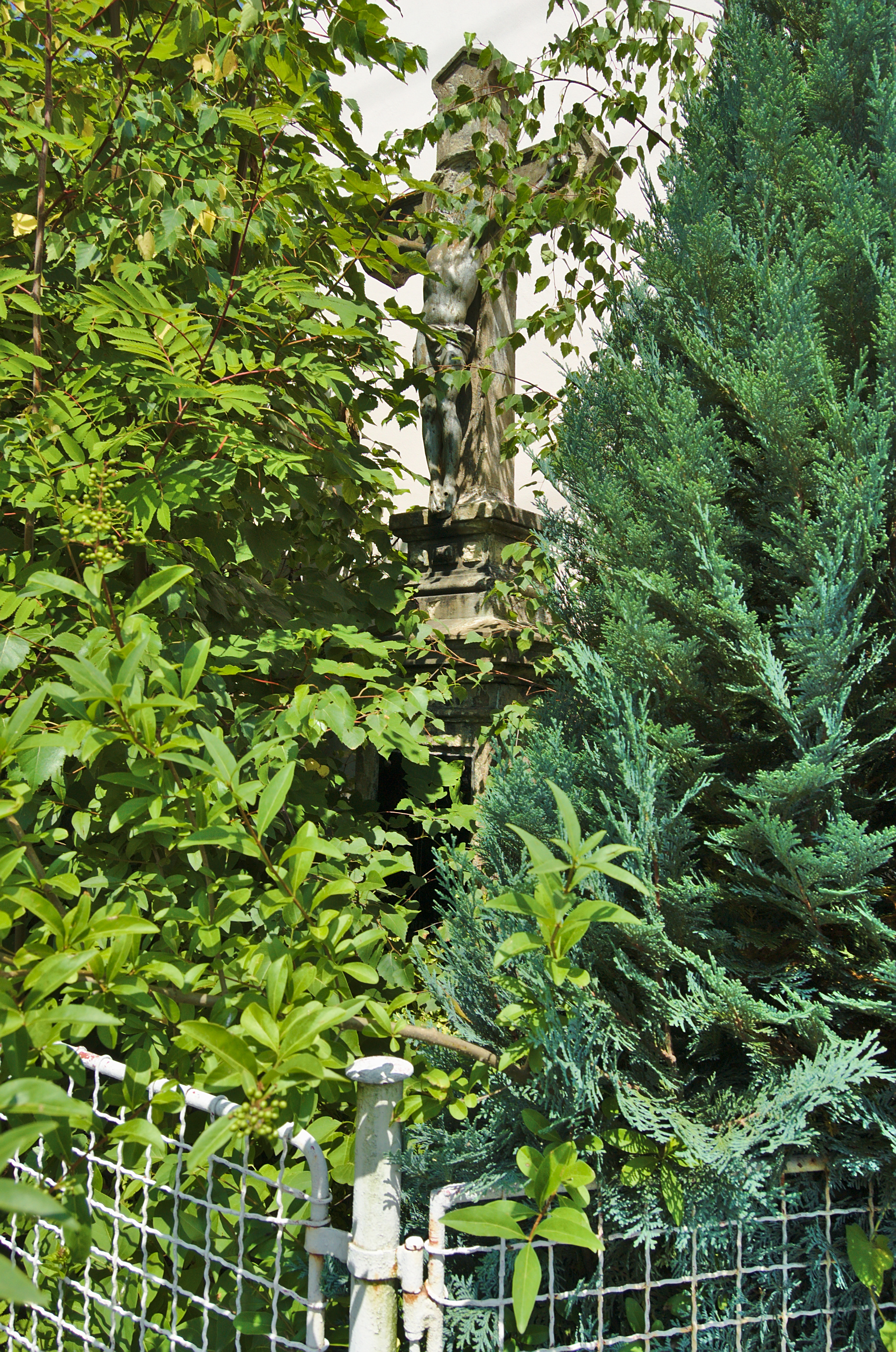
Kříž před zvonicí
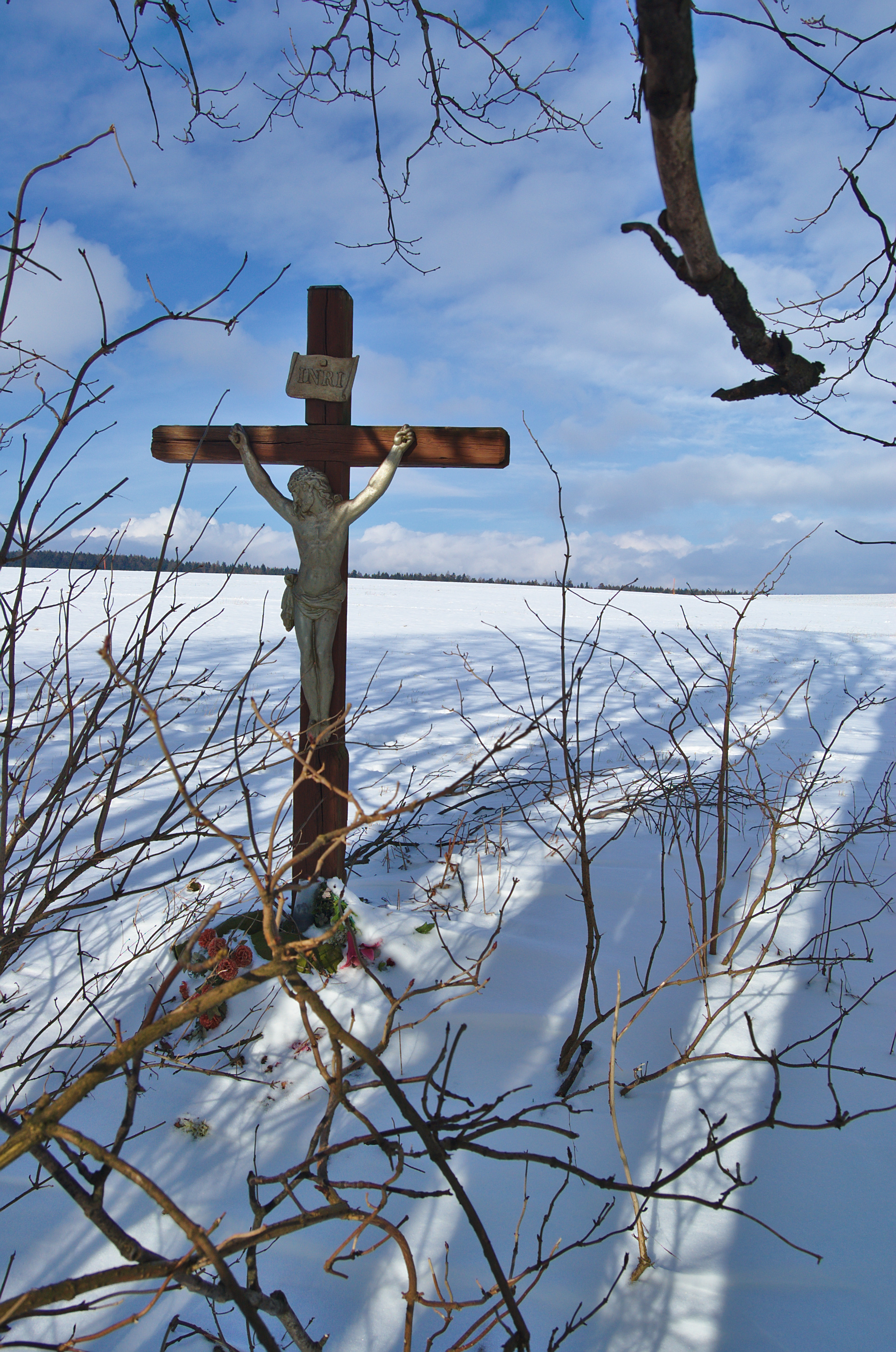
Kříž u silnice mezi obcemi Brodek u Konice a Lhota u Konice
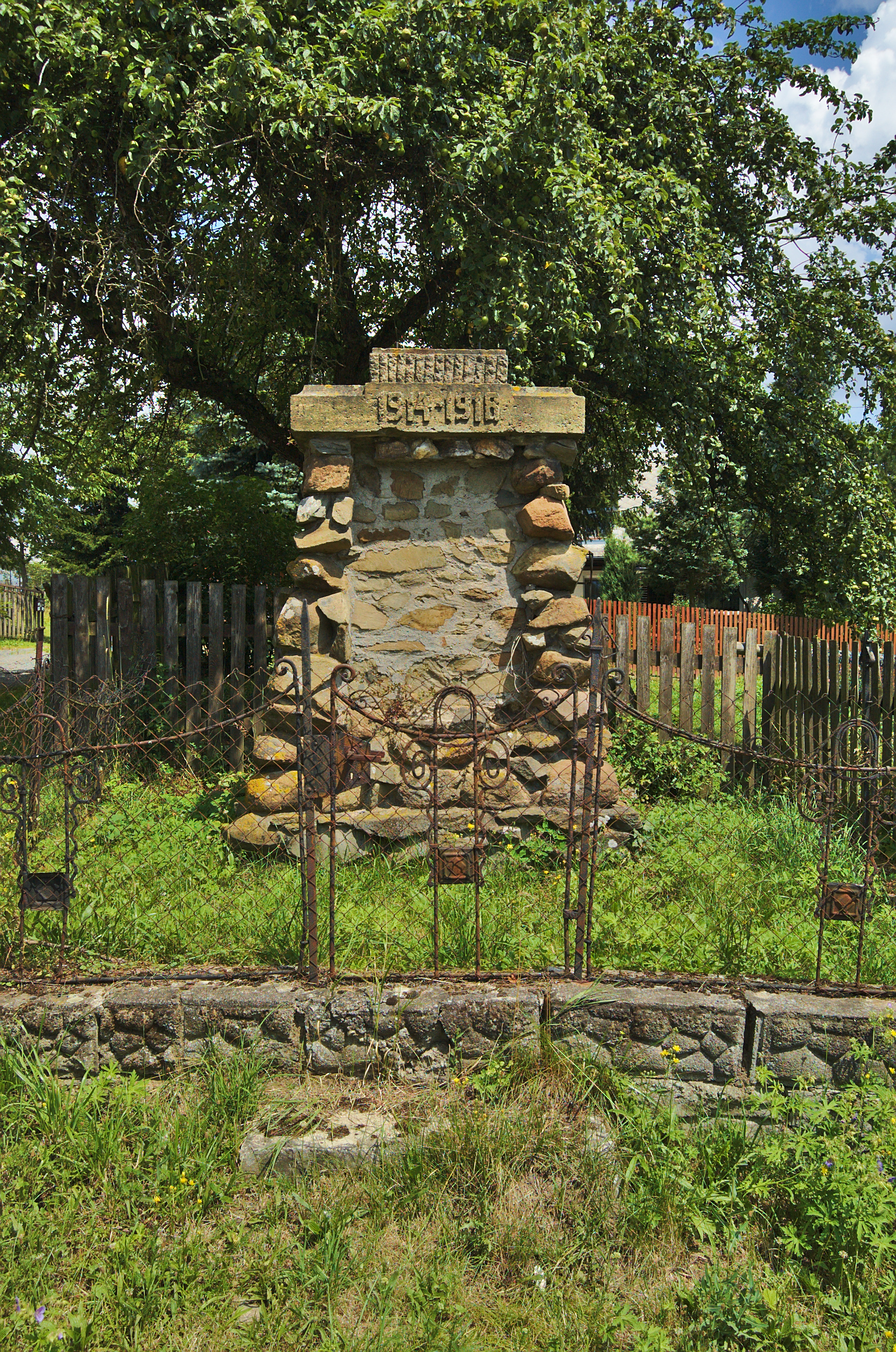
Památník obětem první světové války